# Tekoa (Gush Etzion)
Tekoa (hebreo: תְּקוֹעַ) es un asentamiento israelí ubicado en Cisjordania (Palestina). Según el sistema administrativo palestino, se ubica en la gobernación de Belén, mientras que según la administración israelí está el Área de Judea y Samaria. Está a unos 20 km al nordeste de Hebrón y a unos 16 km al sur de Jerusalén y en las inmediaciones de la aldea palestina de Tuqu'. Se encuentra en la jurisdicción del Concejo Regional Gush Etzion.
La comunidad internacional considera que los asentamientos israelíes en Cisjordania son ilegales según la Cuarta Convención de Ginebra, de la que Israel es miembro y cuyo artículo 49 especifica que «la Potencia ocupante no podrá efectuar la evacuación o el traslado de una parte de la propia población civil al territorio por ella ocupado». El gobierno israelí no está de acuerdo con esta posición.

## Historia

### Fundación

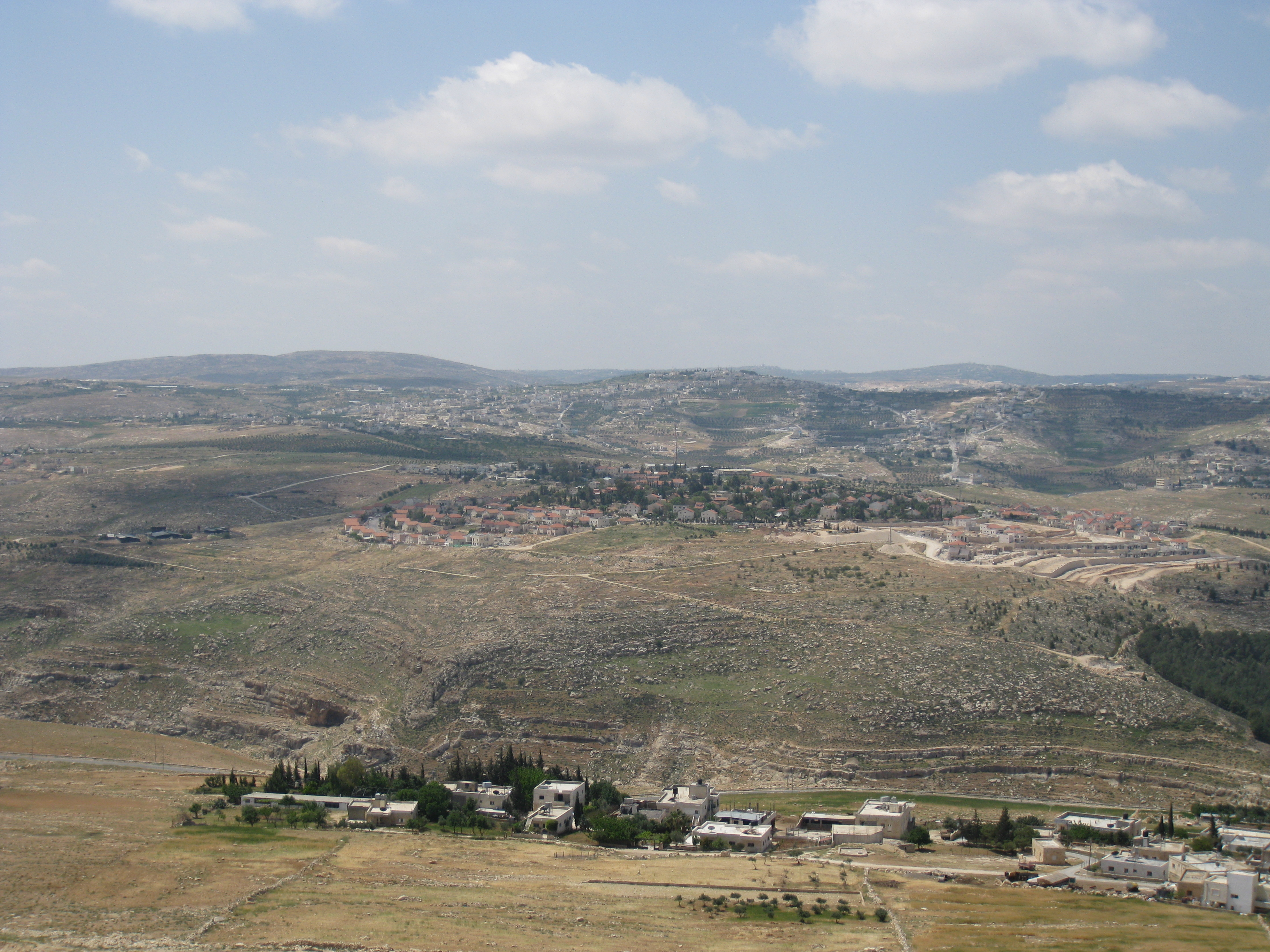
Vista de Tekoa desde Herodión.

Tekoa fue fundado en 1975 como un puesto de avanzada de la Brigada Nahal, cerca de la ciudad palestina de Tuqu'. En 1977 el municipio pasó a dominio civil, y se levantó sobre 1071 dunams (107,1 hectáreas) confiscados al pueblo de Tuqu'. El asentamiento se expandió además mediante tres puestos de avanzada (outposts) ilegales: Tekoa B & C en enero de 2001, Tekoa D entre febrero de 2001 y noviembre de 2002, y Sureste de Tekoa (Southeast of Tekoa) entre 1996 y febrero de 2001. A principios de 2019 los colonos volvieron a establecer el outpost llamado Tekoa E, a dos kilómetros al sur de Tekoa, al final de una carretera ya existente que lo enlaza con Tekoa D.
La ciudad está localizada a ocho kilómetros al sur de Belén en las laderas de la antigua fortaleza de Herodión. El pueblo está organizado como un asentamiento comunitario.

### Arqueología e Hitos
El sitio Arqueológico de El Khiam se encuentra en esta zona.
Se han encontrado cartas de Simón bar Kojba, dirigente de la revuelta de Bar Kokhba en contra del imperio romano (132-135 CE), en un valle cercano a Tekoa.
Las antiguas cuevas excavadas en piedra caliza de la Nachal Tekoa o Wadi Khureitun, nombradas así por los monjes de las Lauras de San Chariton, están ubicadas detrás de Tekoa.
En las mediaciones de las ruinas de la antigua Tekoa se encuentran las ruinas de una iglesia bizantina y un monasterio, también se han encontrado cerámicas bizantinas.

## Geografía
Tekoa se ubica a unos 670 metros sobre el nivel de mar en un risco rodeado en sus tres lados por un profundo cañón, Nahal Tekoa, que va del Este al Mar Muerto. Tiene una precipitación pluvial promedio de unos 410 mm, una temperatura anual mediana de 17 grado Celsius, y una humedad anual media de aproximadamente 60 %.

## Demografía
Tekoa está poblado por colonos sionistas religiosos e israelíes seculares. también viven en Tekoa muchos nuevos inmigrantes de la antigua Unión Soviética. En 2017, la población alcanzó los 3.750 habitantes.

## Economía
En 1989, la granja de agrotecnología de Tekoa establecida en 1986, fue nominada como empresa del año por la revista israelí de asentamientos agrícolas.

## Ataques palestinos
- En mayo del 2001, dos colonos israelíes de Tekoa, Koby Mandell y Yosef Ishran, fueron asesinados por presuntos miembros de la Yihad Islámica palestina.[11][12]
- En septiembre de 2001 un colono israelí fue asesinado en el asentamiento de Tekoa cuando militantes palestinos abrieron fuego contra su automóvil.[13]
- En febrero de 2002, dos ciudadanos israelíes fueron asesinados en un ataque realizado con armas de fuego cerca del asentamiento israelí de Tekoa, por parte de militantes de las Brigadas de los Mártires de Al-Aqsa.[14][15]

## Ataques de los colonos
- El 30 de mayo de 2004, varios colonos israelíes del asentamiento de Tekoa atacaron a un pastor palestino que apacentaba sus ovejas cerca de su casa, adyacente al asentamiento. Le golpearon fuertemente con palos, causándole heridas y fracturas en varias partes del cuerpo.[5]
- En 2003, 2004, 2005 y 2006, los colonos de Tekoa impidieron a los agricultores de Tuqu' cosechar sus aceitunas, atacándoles echando piedras y pegándolos con palos, amparados por el ejército israelí.[16]
- El 23 de junio de 2007, una decena de colonos israelíes del asentamiento de Tekoa prendieron fuego a los olivos de la localidad de Tuqu', con el objetivo de prepararse para apoderarse de estas tierras y anexionarlas al asentamiento existente. El fuego se propagó en amplias zonas de cultivos y quemó unos 400 olivos.[5]
- El 14 de septiembre de 2020, un grupo de colonos de Tekoa arrasó con un bulldozer un terreno propiedad de una familia de Tuqu'.[17]